# Histoire de la Mandchourie

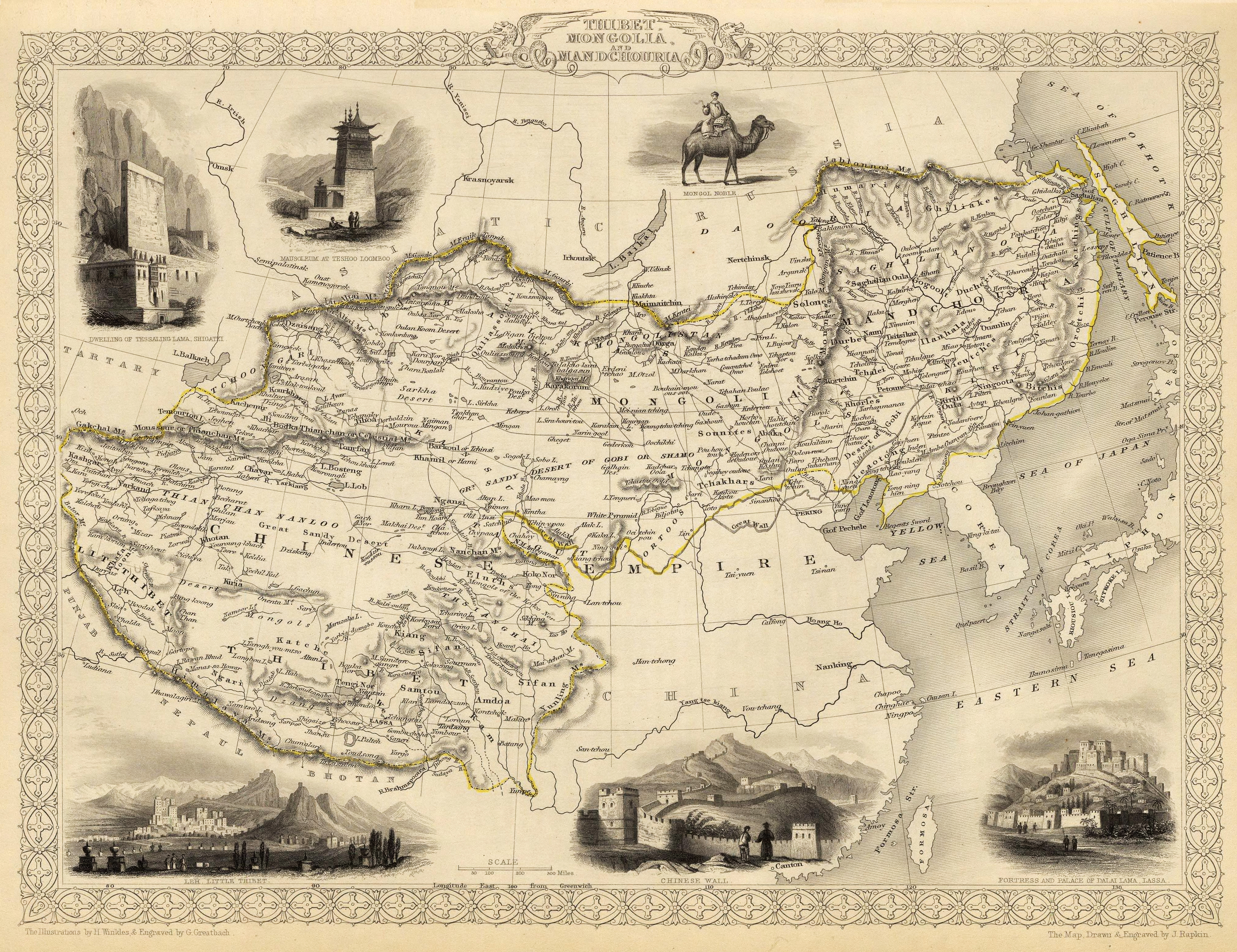
Carte de 1851 représentant le Tibet, la Mongolie et la Mandchourie à l'intérieur de l'empire chinois des Qinq. La Mandchourie est délimitée par les Monts Iablonovy au nord, le massif du Grand Khingan à l'ouest et la côte pacifique à l'est. Au sud, elle est séparée de la Péninsule de Corée par la rivière Yalu.

La Mandchourie est une région de l'Asie de l'Est. Selon la définition que l'on donne de son étendue, le terme Mandchourie peut se référer soit à une région située entièrement à l'intérieur de la Chine, soit à une région plus vaste aujourd'hui divisée entre le nord-est de la Chine et l'extrême orient russe. Pour différencier les deux parties couvertes par cette dernière définition, la partie russe est également connue sous le nom de Mandchourie extérieure, tandis que la partie chinoise est connue sous le nom de Mandchourie intérieure. Désigné sous le nom de « pays du dragon qui s'élance » par les Aisin Gioro, c'est la patrie du peuple mandchou, un terme crée en 1636 pour désigner les Jürchens, un des peuples toungouses. Les Mandchous ont pris le pouvoir en Chine au XVIIe siècle, établissant la dynastie Qing qui a duré jusqu'en 1912. La population de la Mandchourie est passée d'environ 1 million d'habitants en 1750 à 5 millions en 1850 et à 14 millions en 1900, principalement en raison de l'immigration d'agriculteurs chinois.
Située à la jonction des sphères d'influence chinoise, japonaise et russe, la Mandchourie est une source de conflits depuis la fin du XIXe siècle. L'Empire russe prend le contrôle de la partie nord de la Mandchourie en 1860, à la suite du traité de Pékin, puis il fait construire un chemin de fer pour consolider son contrôle sur la région. Les différends sur la Mandchourie et la Corée ont conduit à la guerre russo-japonaise de 1904-1905. Les Japonais envahissent la Mandchourie en 1931, créant ainsi l'État fantoche du Manchukuo, qui devient une pièce maîtresse de l'empire du Japon, alors en pleine expansion. L'invasion soviétique de la Mandchourie en 1945 se conclut par l'effondrement rapide du régime japonais. Après la fin de la seconde guerre mondiale, la Mandchourie devient une base d'opérations de l'Armée populaire de libération de Mao Zedong pendant la guerre civile chinoise, qui s’achève par la fondation de la république populaire de Chine. Pendant la guerre de Corée, les forces chinoises utilisent la Mandchourie comme base arrière pour aider la Corée du Nord contre les forces du Commandement des Nations unies en Corée. Pendant la guerre froide, la Mandchourie devient un sujet de discorde entre la Chine et l'URSS, qui dégénère en conflit frontalier sino-soviétique en 1969. Si le conflit de 1969 ne dure que quelques mois, les différends frontaliers sino-russes ne sont résolus diplomatiquement qu'en 2004. Ces dernières années, la Mandchourie a fait l'objet de nombreux travaux sur son histoire durant le XXe siècle, alors que les périodes antérieures sont moins étudiées.

## Préhistoire
Les sites néolithiques situés dans la région de Mandchourie sont ceux des cultures de Xinglongwa, Xinle et Hongshan.

## Antiquité
Les premiers royaumes établis en Mandchourie durant l'antiquité sont ceux de Gojoseon et Puyŏ, qui sont peuplés d'un mélange d'ethnies proto-coréennes et Toungouses et contrôlent une partie de la région. D'autres royaumes du même genre émergent tout au long de l'antiquité, tels que ceux de Koguryo et Balhae, prospérant soit après la disparition des précédents, soit à leurs côtés,. La Chine commence à chercher à s'implanter dans la région à partir de l'an 108 avant notre ère, date à laquelle l'empereur Han Wudi de la dynastie Han achève la conquête du Gojoseon, coupable de s’être allié avec les Xiongnu, un peuple nomade rival de l'Empire chinois. À partir de cette date, la dynastie Han, mais aussi le royaume de Wei, la dynastie Jin de l'Ouest, la dynastie Tang et quelques autres royaumes mineurs du Nord de la Chine prennent le contrôle de certaines parties de la Mandchourie,.
Mais les terres dont les Chinois et les royaumes proto-coréens se disputent le contrôle ne représentent que le sud de la Mandchourie, et bien d'autres ethnies vivent dans cette région du Monde. Elle est la patrie de plusieurs tribus Toungouses, dont les Oultches et les Nani, et plus au nord, divers groupes ethniques, dont les Sushen, Donghu, Xianbei, Wuhuan, Mohe et Khitans, ont fondé des royaumes et contrôlés des portions plus ou moins importantes de la Mandchourie.
Selon une hypothèse émise par le linguiste finlandais Juha Janhunen, une "élite de langue Toungouse" aurait régné sur Koguryo et Balhae, que Juha décrit comme étant des "États mandchous protohistoriques". Il pense également qu'une partie de la population de ces royaumes était d'origine toungouse et que la région du sud de la Mandchourie est l'aire d'origine des peuples Toungouses ou ces derniers vivraient continuellement depuis des temps anciens. Enfin, Janhunen rejette en bloc les autres théories existant sur la composition ethnique des royaumes de Koguryo et Balhae.

## Balhae

Carte de l'Asie de l'Est et du Nord en 900, montrant l'extension maximale du territoire de Balhae quelques décennies avant sa chute et les différents peuples vivant en Mandchourie.

Fondé en 698, après la chute du royaume coréen de Koguryo à la fin de la guerre contre la dynastie Tang, le royaume de Balhae occupe le nord de la péninsule coréenne ainsi que certaines parties de l'actuelle Mandchourie intérieure et de l'actuel Kraï du Primorié, ce jusqu'en 926. Sa population se compose d'habitants originaires de l'ancien royaume de Koguryo, qui composent la classe aristocratique, ainsi que de Nanaï, d'Oudihés, d'Evenks et autres descendants des peuples parlant les Langues toungouses, qui forment les classes populaires. Le Balhae est un état médiéval féodal précoce de l'Asie de l'Est, qui développe son industrie, son agriculture, son élevage, et a ses propres traditions culturelles et artistiques. Le peuple du Balhae entretient des contacts politiques, économiques et culturels avec le sud de la Chine des Tang, ainsi qu'avec le Japon.
La région qui correspond actuellement au Kraï du Primorié, est colonisée à cette époque par les tribus du Nord appartenant au peuple Mohe. Elle est incorporée au Balhae sous le règne du Roi Seon de Balhae (818-830), qui donne ainsi au territoire du royaume son extension maximale. Après avoir pris le contrôle du Yulou Mohe (Hangeul: 우루말갈 Hanja/Hanzi: 虞婁靺鞨 Hanyu pinyin: Yúlóu Mòhé) en premier et du Yuexi Mohe (Hangeul: 월희말갈 Hanja/Hanzi: 越喜靺鞨 Hanyu pinyin: Yuèxǐ Mòhé) par la suite, le roi Seon a administré les territoires Moheen créant quatre préfectures : Solbin, Jeongli, Anbyeon et Anwon.
Le royaume de Balhae disparaît en 926, détruit par les Khitans de la dynastie Liao. Ces derniers s’emparent de la plus grande partie des terres de Balhae, le reste étant récupéré par le royaume de Goryeo. Balhae est le dernier état de l'histoire coréenne à contrôler une part significative de la Mandchourie, et à partir de 926, le contrôle de la région se jouera entre les différentes dynastie contrôlant le nord de la Chine, les khans de Mongolie et les peuples originaires de la Mandchourie même.

## La Mandchourie sous les Liao et les Jin

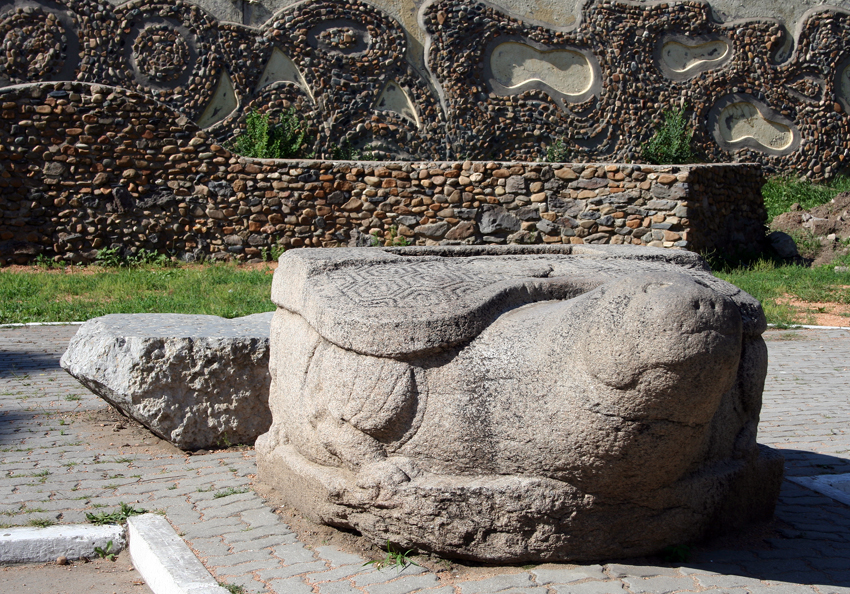
Une tortue en pierre Jürchen du XIIe siècle, actuellement localisée dans le parc central de la ville russe d'Oussouriisk

Pendant la Période des Cinq Dynasties et des Dix Royaumes, les Khitans, un peuple originaire de Mandchourie occidentale, réussissent à prendre le contrôle de la majeure partie de la Mandchourie et de l’extrême nord de la Chine. C'est le début de la dynastie Liao, fondée en 907 par Yelü Abaoji, le Khagan des Khitans. Lorsque les empereurs chinois de la dynastie Song entreprennent de réunifier la Chine, ils échouent partiellement dans leur entreprise, car ils n'arrivent pas à vaincre les Khitans, pas plus que leurs alliés les Xia occidentaux qui règnent plus à l'ouest.
Bien qu'étant un peuple originaire de Mandchourie les Khitans de la dynastie Liao déplacent rapidement le centre politique de leur empire en dehors de leur terre natale. Dès 918, Abaoji fonde une nouvelle capitale pour son empire, nommée Huangdu (capitale impériale) et qui se situe dans la bannière gauche de Bairin en Mongolie-Intérieure près du confluent des rivières Shali et Wu'erjimulun. Même si, finalement, les empereurs Liao se choississent en tout cinq capitales, Huangdu reste la plus importante de toutes, comme le prouve le nom de Liaoshangjing (辽上京遗址), qui signifie « capitale principale de Liao », qu'elle reçoit en 938. Malgré cette marginalisation relative de la Mandchourie, les Khitans en gardent le contrôle jusqu'au début du XIIe siècle, date à laquelle le peuple toungouse des Jürchen se révolte contre leur domination. Originaires des forêts des régions frontalières orientales de l'Empire liao, dans l'actuel Heilongjiang, les Jürchens sont d'abord des vassaux des Khitans. Cette situation dure jusqu’à ce qu'un chef de tribu jürchen nommé Wanyan Aguda unisse autour de lui les différentes tribus qui composent son peuple et finisse par se révolter et fonder la dynastie Jin en 1115. D'abord alliés aux Song contre les Liao, les Jin se retournent contre la dynastie chinoise après avoir renversé les Khitans. Après s’être emparés de la Mandchourie, les Jürchens prennent le contrôle de certaines parties du nord de la Chine et de la Mongolie, à la suite d'une série de campagnes militaires couronnées de succès. La plupart des Khitan survivants sont assimilés au sein des populations Han et Jürchen, à l'exception de ceux qui, quelques années avant la chute de la dynastie, sont partis en Asie centrale où ils ont fondé le Khanat des Kara-Khitans. Cependant, on pense que les Daur, qui vivent toujours en Mandchourie du Nord, sont aussi des descendants des Khitans.
La première capitale des Jin, Shangjing, est située sur la rivière Ashi, à proximité de l'actuel port d'Harbin. Au début, ce n'est rien d'autre qu'une ville de tentes, mais en 1124, Wanyan Shen, le deuxième empereur du Jin, lance un grand projet de construction et charge Lu Yanlun, son architecte principal chinois, d'ériger une nouvelle ville sur ce site. La nouvelle capitale doit être une reproduction à échelle réduite de Bianjing (Kaifeng), la capitale des Song. Lorsque Bianjing tombe aux mains des troupes Jin en 1127, des milliers d'aristocrates Song capturés lors des combats, y compris les deux empereurs Song, d'érudits, d'artisans et d'artistes, ainsi que les trésors de la capitale Chinoise, sont tous transportés à Shangjing par les vainqueurs.
Wanyan Liang, le quatrième empereur JIn, aspire à devenir le souverain de toute la Chine. Pour bien marquer ses ambitions, il fait déplacer la capitale de Shangjing à Zhongdu (aujourd'hui Pékin) en 1153 et fait détruire les palais de Shangjing en 1157. La ville retrouve une certaine importance sous le règne de son successeur, l'empereur Shizong, qui aime visiter la région pour retrouver ses racines Jurchen.
En 1215 Zhongdu est prise par les Mongols en 1215 lors de la bataille de Zhongdu. Les Jin déplacent alors leur capitale à Kaifeng, qui tombe aux mains des Mongols en 1233. En 1234, la dynastie Jin s'effondre après le siège de Caizhou. Le dernier empereur du Jin, l'empereur Jin Modi, étant tué en combattant les Mongols qui ont réussi à pénétrer dans la ville. Quelques jours plus tôt, son prédécesseur, l'empereur Jin Aizong, s'était suicidé parce qu'il ne pouvait pas s'échapper de la ville assiégée.

## La Mandchourie sous les Mongols et la dynastie Yuan
En 1211, après la conquête des Xia occidentaux, Gengis Khan mobilise une armée pour conquérir les terres de la dynastie Jin et envoie une partie de ses troupes s'emparer des villes Jürchen situées en Mandchourie. Les Mongols réussissent à détruire les forts Jin défendant la région et les Khitans de Yelü Liuge font allégeance à Genghis Khan, établissant un état théoriquement autonome en Mandchourie en 1213. Cependant, après le départ des troupes Mongoles, les Jin lancent une expédition punitive contre les Khitans, ce qui oblige les hommes du Khan à retourner en Mandchourie et repoussé les Jins.
Peu de temps après, en 1215, Puxian Wannu, un général de la dynastie Jin, se révolte contre ses maîtres et fonde le royaume des Xia Orientaux à Dongjing, au Liaoyang. Il prend le titre de Tianwang (天王; lit. Roi Céleste) et le nom d’ère Tiantai (天泰). Pour assoir son pouvoir, Puxian Wannu commence par s'allier avec les Mongols, mais il finit par se révolter en 1222. Le conflit tourne mal pour son royaume et il s’enfuit sur une île pendant que l'armée mongole envahit le Liaoxi, le Liaodong, et le Khwarezm. À peu près à la même époque, un conflit interne survient au sein du peuple Khitan, qui finit par rejeter Yelü Liuge et se révolter contre l'Empire mongol. Craignant la riposte mongole, ces Khitans s'enfuient en Corée et pénètrent dans le royaume de Goryeo sans permission. Ils sont vaincus par une alliance entre Mongols et Coréens, mais cette paix d'un jour n'est que le prélude à l'invasion de la Corée par les Mongols. C'est vers cette époque que Genghis Khan donne à ses frères et à son général Muqali des districts situés en Mandchourie.
Güyük, le fils d'Ögedei, écrase la dynastie des Xia orientaux en 1233, pacifiant ainsi la Mandchourie du Sud. Quelque temps après 1234, Ögedei soumet également les "Tartares de l'eau" dans la partie nord de la région et commence à recevoir des taxes en nature sous le forme de Faucons, femmes pour son harem et Fourrures. Cette soumission est de courte durée et les Tartares se révoltent, avant d’être durement réprimés en 1237. Pour se déplacer en Mandchourie et en Sibérie, les Mongols utilisent des traîneaux à chiens. Jusqu'aux années 1260, la Mandchourie est contrôlée depuis Karakorum, la capitale Mongole.
La situation administrative de la région évolue après la fondation de la dynastie Yuan par Kublai Khan, lorsque ce dernier rebaptise son empire en « Grand Yuan » en 1271. Kubilai crée en 1286 la province de Liaoyang (遼陽行省) ou « Branche de Liaoyang du Secrétariat » (遼陽等處行中書省), pour gérer La Mandchourie. Par la suite, cette province est gouvernée par les descendants des frères de Gengis Khan, tels que Belgutei et Qasar. Les Mongols adoptent rapidement les nouvelles technologies et les nouvelles armes qu'ils découvrent au fur et à mesure de leur conquête de la Chine, comme le prouve le canon à main Heilongjiang, une des armes à feu les plus anciennes a nous être parvenu, daté de 1288, qui a été trouvé dans la partie de la Mandchourie qui était sous contrôle Mongol.

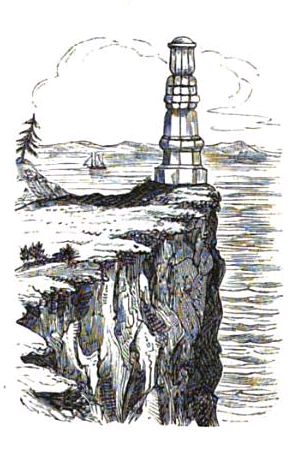
La falaise de Tyr, avec une colonne Ming (ou peut-être même Yuan ?), vue par l'artiste russe Permikin dans les années 1850.

Après l'expulsion des Mongols de Chine par l'empereur Ming Hongwu, le fondateur de la dynastie Ming, les clans Jürchens restent fidèles à Togoontomor, le dernier empereur Yuan. Après s’être replié sur la Mongolie, ce dernier fonde la dynastie Yuan du Nord, qui a donc encore le contrôle de la Mandchourie en plus de la Mongolie. En 1375, Naghachu, le commandant des Yuan du nord en poste dans la province de Liaoyang, envahit le Liaodong dans le but de rétablir les Mongols au pouvoir en Chine. Même si cette tentative échoue, il ne se décourage pas. Durant la décennie 1380, Naghachu organise les nombreuses tribus mongoles de Mandchourie et les rassemble au sein de la Horde Uriankhai, horde qui attaque régulièrement les Ming tout le long des régions frontalières du nord-est de la Chine. Ceci ne dure qu'un temps et bien qu'il continue de tenir la Mandchourie du Sud, Naghachu doit finalement se rendre à la dynastie Ming en 1387. Afin de protéger la frontière nord, les Ming décident de "pacifier" les Jürchens pour faire face à leurs problèmes avec les restes de la puissance Yuan le long de leur frontière nord. Il faut attendre le règne de l'empereur Yongle pour que les Ming puissent réellement asseoir leur contrôle sur la Mandchourie

## La Mandchourie sous la dynastie Ming

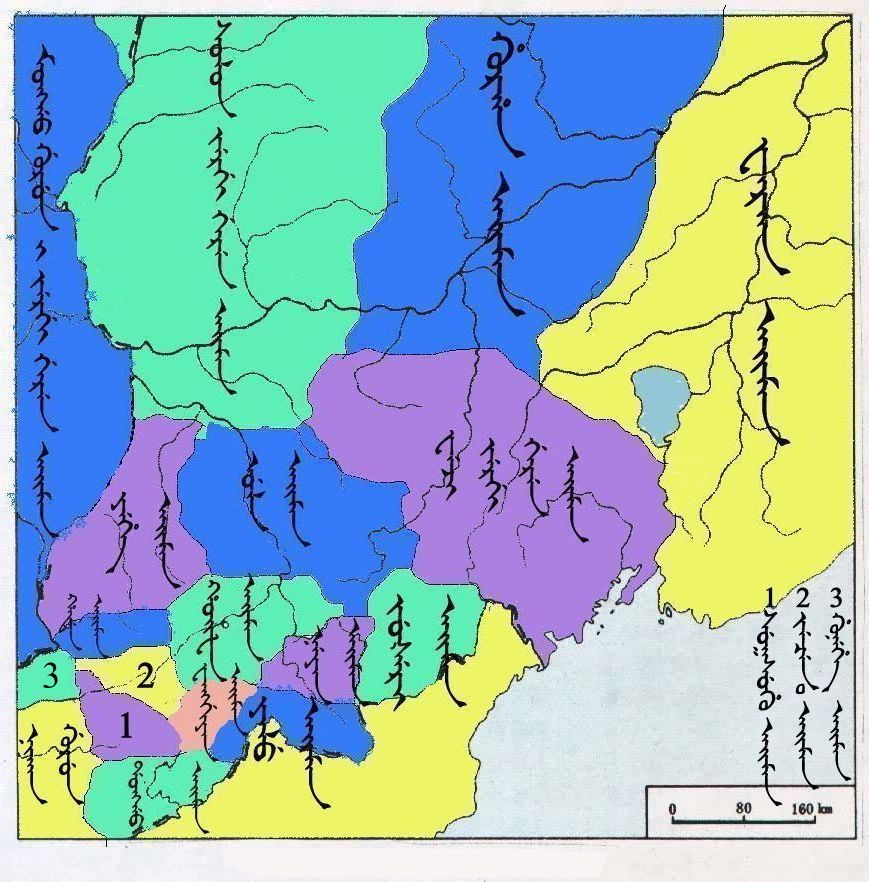
Localisation des différentes tribus Jürchens durant la décennie 1600.

La dynastie Ming prend le contrôle du Liaoning en 1371, trois ans seulement après l'expulsion des Mongols de Pékin. Sous le règne de l'empereur Yongle, au début du XVe siècle, des efforts sont faits pour étendre le contrôle chinois à toute la Mandchourie, en créant la Commission militaire régionale de Nurgan. De puissantes flottes fluviales sont construites dans la ville de Jilin et naviguent plusieurs fois entre 1409 et 1432, sous le commandement de l'eunuque Yishiha. Ces navires descendent les fleuves Songhua et Amour jusqu'à l'embouchure de l'Amour, amenant les chefs des tribus locales à prêter allégeance aux souverains Ming.
Peu après la mort de l'empereur Yongle, la politique d'expansion des Ming est remplacée par une réduction des effectifs en Mandchourie du Sud (Liaodong). Vers 1442, un mur défensif est construit pour défendre la frontière nord-ouest du Liaodong contre une éventuelle menace des Jurchens et des Mongols. Entre 1467 et 1468, le mur est agrandi pour protéger également la région du nord-est contre les attaques des Jürchens du clan Jianzhou. Bien que le but de ces long-murs soit similaire à celui de la Grande Muraille de Chine, cette "Muraille du Liaodong" est d'une conception plus simple. Si certaines parties sont construites en utilisant des pierres et des tuiles, la plus grande partie du mur n'est en fait qu'une digue en terre avec des douves des deux côtés.
Malgré cette politique de repli militaire, l'influence culturelle et religieuse chinoise se répand parmi les peuples vivant dans la région du fleuve Amour, comme les Udeghes, Ulchis et Nanais. Ces derniers adoptent des traditions chinoises, comme le Nouvel An chinois et les "dieux chinois", les motifs chinois comme les dragons, les spirales, les rouleaux et les biens matériels comme l'agriculture, l'élevage, le chauffage, les marmites en fer, la soie et le coton.
À partir des années 1580, un chef Jürchen nommé Nurhachi (1558-1626), originaire de la vallée de la rivière Hurha, qui coule au nord-est du mur Ming du Liaodong, commence à unifier les tribus Jurchen de la région. Au cours des décennies suivantes, les Jürchens prennent le contrôle de la plus grande partie de la Mandchourie, puis attaquent et prennent une à une les villes Ming du Liaodong. En 1616, Nurhaci se déclare khan et fonde la dynastie des Jin postérieurs. Huang Taiji, son fils et successeur, rebaptise son peuple, qui devient le peuple Mandchou, et, en 1636, la dynastie qui devient la dynastie Qing.

## La Mandchourie sous la dynastie Qing
Le processus d'unification du peuple Jürchen achevé par Nurhaci est donc suivi par une période d'expansion en Mandchourie extérieure durant le règne de son fils, Hong Taiji. La conquête des peuples du bassin de l'Amour est achevée après la défaite du chef Bombogor du peuple Evenk, en 1640.
En 1644, les Mandchous s'emparent de Pékin après leur victoire lors de la bataille de la passe de Shanhai et renversent la dynastie Shun, qui venait juste de renverser la dynastie Ming. En quelques décennies, la dynastie Qing prend le contrôle de toute la Chine. Même si les Mandchous déplacent le centre politique de l'empire en dehors de la Mandchourie, en choisissant Pékin comme nouvelle capitale, ils donnent à leur patrie d'origine un statut spécial et une forme de gouvernement spécifique, seules les familles des membres des Huit Bannières Mandchoues étant autorisée à résider dans cette région.
Sous la dynastie Qing, la région de la Mandchourie est connue sous le nom de « trois provinces orientales » (東三省, dong san sheng) à partir de 1683, lorsque le Jilin et l'Heilongjiang sont séparés du reste de la Mandchourie, même si ce n'est qu'en 1907 que ces régions sont réellement transformées en provinces par les Qing.
Pendant des décennies, les dirigeants Qing essayent d'empêcher l'immigration à grande échelle des Chinois Han en Mandchourie. En plus de multiplier les édits anti-immigration, les empereurs Qing ont séparé la Mandchourie de la Chine en faisant édifier la palissade intérieure de saules, c'est-à-dire un fossé et un remblai plantés de saules destinés à restreindre les déplacements des Chinois en Mandchourie. Ils font également édifier la palissade extérieure de saule, qui sépare la Mongolie-Intérieure actuelle de la Mandchourie et dont le but est d’empêcher l'immigration des Mongols.
Cependant, malgré ces efforts, toute la période de la dynastie Qing voit une augmentation massive de la colonisation chinoise Han, légale et illégale, en Mandchourie. Comme les propriétaires mandchous ont besoin des paysans chinois pour louer leurs terres et cultiver du grain, la plupart des migrants han ne sont pas expulsés. Au cours du XVIIIe siècle, les paysans Han cultivent 500 000 hectares de terres privées en Mandchourie et 203 583 hectares de terres qui font partie des relais de poste, domaines nobles et de bannières. Dans les garnisons et les villes de Mandchourie, les Chinois Han représentent 80% de la population. Finalement, même le gouvernement finit par autoriser ponctuellement l'immigration de fermiers Han. Ainsi, certains sont réinstallés depuis le nord de la Chine par les Qing dans la région située le long de la rivière Liao afin de remettre les terres en culture.
Les Qing échouent donc dans leur tentative d’empêcher les paysans chinois d'immigrer en Mandchourie et les régions du sud voient se développer des modèles agricoles et sociaux similaires à ceux de la Chine du nord. La population de la Mandchourie passe d'environ 1 million d'habitants en 1750 à 5 millions en 1850 et 14 millions en 1900, principalement en raison de l'immigration des agriculteurs chinois. Ce mouvement de migration de Chinois en Mandchourie est appelé le Chuang Guandong (en). Finalement, les Mandchous deviennent une minorité au sein de leur patrie, bien qu'ils en conservent le contrôle politique jusqu'en 1900.
Au nord, la frontière avec la Sibérie russe est fixée en 1689 par le Traité de Nertchinsk, signé entre les Qing et l'Empire russe. Suivant ce traité, la frontiére nord de la Mandchourie et de la Chine des Qing suit les monts Stanovoï et le fleuve Argoun : Au sud des monts Stanovoï, le bassin de l'Amour et ses affluents appartient à l'Empire qing et au nord, la vallée de l'Uda et la Sibérie appartiennent à l'Empire russe. En 1858, c'est un Empire qing en voie d'affaiblissement qui est forcé de céder la partie de la Mandchourie située au nord de l'Amour à la Russie en vertu du traité d'Aigun. Cependant, les sujets des Qing sont autorisés à continuer à résider, sous l'autorité Qing, dans une petite région située du côté maintenant russe du fleuve, et connue comme étant les Soixante-quatre villages à l'est du fleuve.
En 1860, lors de la Convention de Pékin, les Russes parvinrent à acquérir une autre grande partie de la Mandchourie, située à l'est du fleuve Oussouri. En conséquence, la Mandchourie est divisée en deux, la moitié russe étant appelée « Mandchourie extérieure » et la moitié chinoise « Mandchourie intérieure ». Dans la littérature moderne, « Mandchourie » désigne généralement la Mandchourie intérieure, Chinoise. À la suite des traités d'Aigun et de Pékin, la Chine perd donc l'accès à la mer du Japon. À partir de cette date, le gouvernement Qing commence à encourager activement les citoyens han à s'installer en Mandchourie, afin de peupler la région et de limiter les risques de nouvelles annexions russes.

La guerre de Manza, qui a lieu en 1868, est la première tentative de la Russie d'expulser les Chinois du territoire qu'ils contrôlent. Les hostilités éclatent autour de Vladivostok, lorsque les Russes tentent d'arrêter les activités d'extraction de l'or et d'expulser les travailleurs chinois. Lesdits Chinois résistent à une tentative russe de s'emparer de l'île d'Askold et ripostent en attaquant deux stations militaires russes et trois villes russes. Dans un premier temps, les Russes n’arrivent pas à les déloger et ce n'est qu'en 1892 qu'ils reprennent le contrôle de la région.

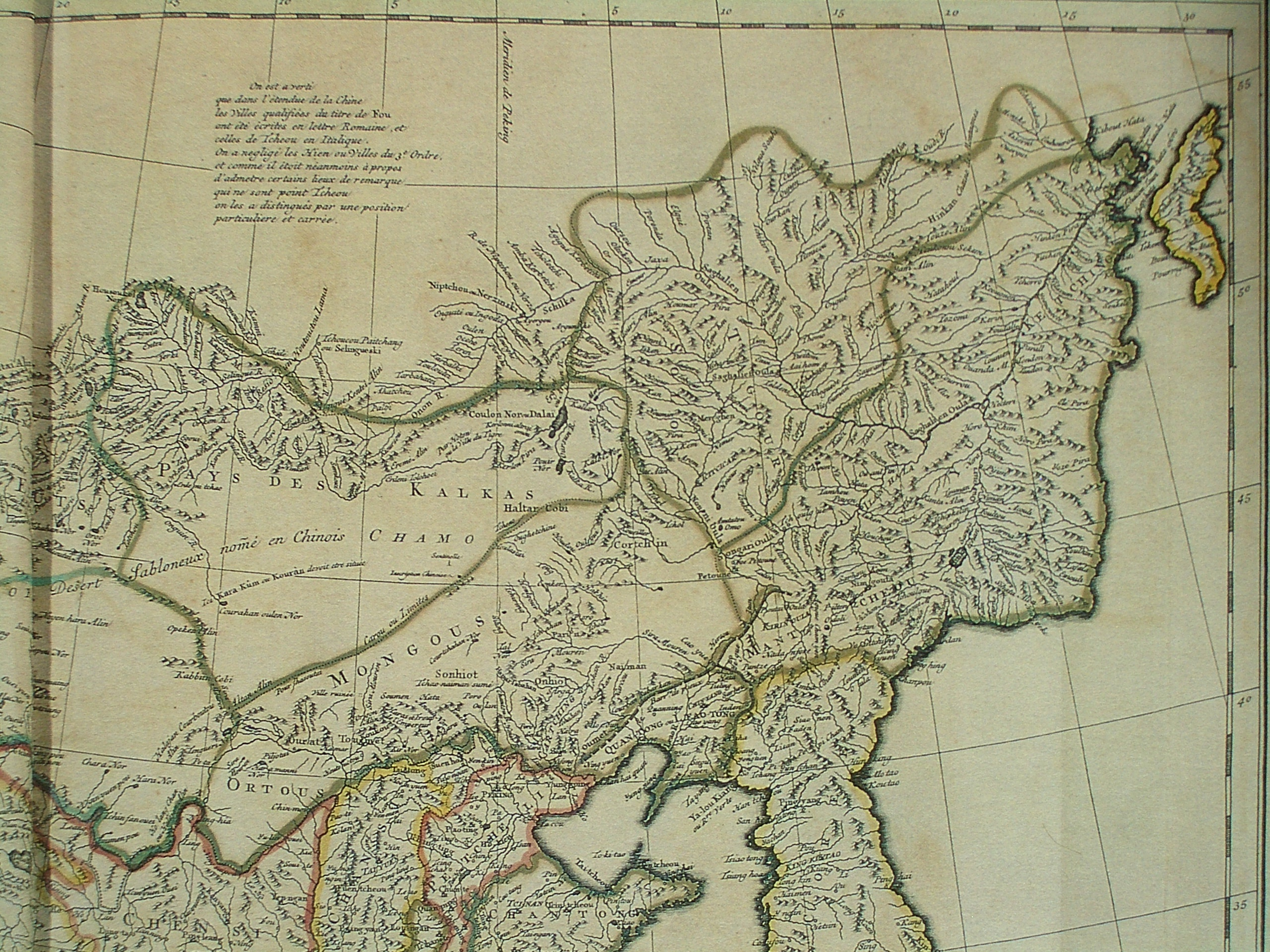
La Mandchourie, telle que représentée dans la partie nord-ouest de la carte La Chine, la Tartarie Chinoise et le Thibet de Jean Baptiste Bourguignon d'Anville. Première parution en 1735, dans "Description geographique de la Chine" du Pére J. B. du Halde)

## Après 1860
Au XIXe siècle, les Mandchous sont de plus en plus sinicisés et, avec d'autres régions frontalières de l'Empire qing, comme la Mongolie et le Tibet, la Mandchourie subit de plus en plus l'influence du Japon et des puissances européennes, au fur et à mesure que la dynastie Qing s'affaiblit.

### Implantation de la Russie et du Japon dans la région

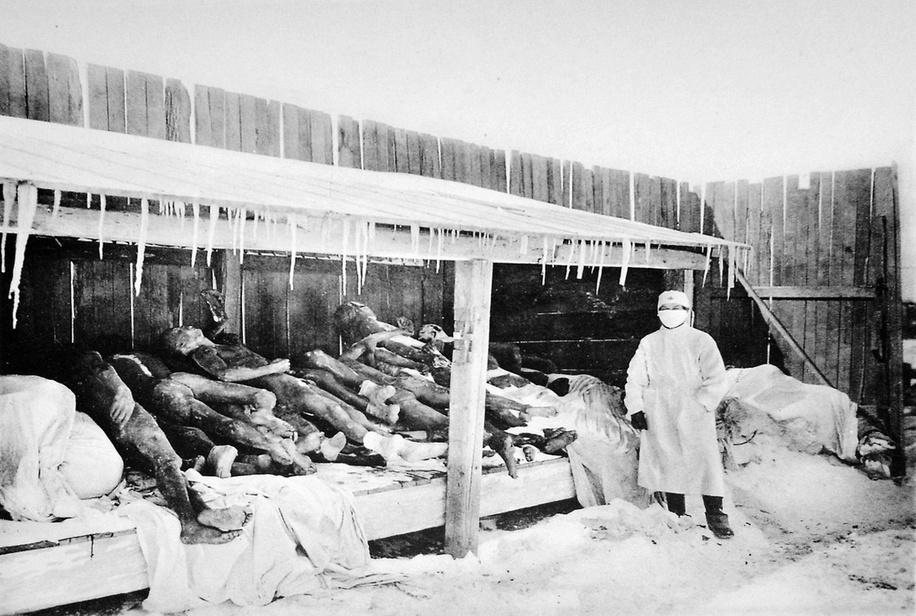
Photo de victimes de la peste en Mandchourie en 1910-1911 (le médecin de marine français Gérald Mesny trouva la mort victime de cette épidémie)

Si la Mandchourie extérieure passe sous le contrôle direct de la Russie, cette dernière voit également son influence s'étendre fortement en Mandchourie intérieure, avec la construction du chemin de fer de l’Est chinois, qui relie Harbin à Vladivostok. Des fermiers coréens pauvres s'installent dans la région. Dans le cadre du Chuang Guandong, de nombreux fermiers han, venant principalement de la péninsule du Shandong, s'installent également en Mandchourie intérieure, attirés par des terres agricoles bon marché qui sont idéales pour la culture du soja.
Au cours de la révolte des Boxers, en 1899-1900, les soldats russes tuent dix mille Chinois (Mandchous, Han et Daur) vivant à Blagovechtchensk et dans les Soixante-quatre villages à l'est du fleuve,. Pour se venger, les Honghuzi, des groupes de hors-la-loi chinois, mènent une guérilla contre l'occupation russe en Mandchourie et s'allient au Japon contre la Russie pendant la guerre russo-japonaise de 1904-1905.
Après la défaite russe lors de la guerre russo-japonaise , l'influence japonaise remplace l'influence russe dans la moitié sud de la Mandchourie intérieure. La plus grande partie de la branche sud du chemin de fer de l'Est chinois, soit la section allant de Changchun à Port Arthur (ville rebaptisée Ryojun par les Japonais), est transférée de la Russie au Japon et devient le chemin de fer de Mandchourie du Sud. En compensation de la création de cette nouvelle concession de chemins de fer (en), la dynastie Qing reçoit la région du Jiandao (en), située à la frontière avec la Corée.
En 1911, une révolution renverse la dynastie Qing et instaure la république en Chine. De 1911 à 1931, la Mandchourie fait théoriquement partie de la république de Chine, mais dans la pratique, elle est contrôlée par le Japon, qui travaille avec les seigneurs de guerre locaux.
L'influence japonaise s'étend à la Mandchourie extérieure après la révolution russe de 1917, mais elle passe sous contrôle soviétique en 1925. En effet, si le Japon avait profité du désordre qui a suivi la révolution russe pour occuper la Mandchourie extérieure, les succès soviétiques et la pression économique américaine l'ont forcé à se retirer.
Dans les années 1920, la ville d'Harbin accueille de 100 000 à 200 000 émigrés russes blancs fuyant la Russie soviétique. Cette immigration massive fait alors d'Harbin la ville accueillant la plus grande population russe (en) vivant en dehors de la Russie.
Il a été rapporté que parmi les membres des Bannières, les Mandchous et les Chinois (Hanjun) vivant à Aihun, au Heilongjiang, dans les années 1920, rares étaient ceux qui se mariaient avec des civils han, car ils préféraient se marier entre eux. Owen Lattimore rapporte que, lors de sa visite en Mandchourie en janvier 1930, il a étudié une communauté vivant à Jilin (Kirin), où les Mandchous et les Chinois faisant partie des Bannières s'étaient installés dans une ville appelée Wulakai. Finalement, il était impossible de différencier les hommes des Bannières Chinois de ceux des Bannières Mandchous, car ils étaient tous devenus des Mandchous. Cependant, à l'époque où Lattimore a écrit son article, la population civile han était en train d'absorber cette communauté et de se mélanger avec eux.
La Mandchourie était, et est toujours, une région importante pour ses riches réserves de minéraux et de charbon, et son sol est parfait pour la production de soja et d'orge. Pour le Japon, la Mandchourie devient une source essentielle de matières premières durant la première moitié du XXe siècle.

### 1931 Invasion japonaise et création du Mandchoukouo

Carte du Mandchukuo en 1939

Au moment de la Première Guerre mondiale, Zhang Zuolin, un ancien Honghuzi (bandit) s'établit en Mandchourie comme un puissant seigneur de la guerre dominant la plus grande partie de la région. Il est enclin à garder son armée mandchoue sous son contrôle et à garder la Mandchourie libre de toute influence étrangère. Cette volonté d'indépendance gêne les Japonais qui tentent en vain de l'assassiner en 1916. Une nouvelle tentative réussit en juin 1928.
Après l'incident de Mukden en 1931 et l'invasion japonaise de la Mandchourie, la Mandchourie intérieure est rebaptisée Mandchoukouo et proclamée indépendante. C'est en réalité un État fantoche sous le contrôle de l'armée japonaise. Le dernier empereur mandchou de la dynastie Qing, Puyi, est placé sur le trône pour, théoriquement, diriger le pays. Dans les faits, ce sont les Japonais qui contrôlent tout, Puyi n'étant qu'un homme de paille enfermé dans le Wei Huang Gong (en), mieux connu sous le nom de "Palais de l'Empereur marionnette". La Mandchourie intérieure est ainsi détachée de la Chine par le Japon pour créer une zone tampon afin de défendre le Japon de la stratégie d'extension vers le sud de la Russie et, grâce aux investissements japonais et aux riches ressources naturelles, asseoir sa domination industrielle.
Pendant qu'elle est sous contrôle japonais, la Mandchourie est l'une des régions les plus brutalement gérées du monde, avec une campagne systématique de terreur et d'intimidation contre les populations locales russes et chinoises, comprenant des arrestations, des émeutes organisées et d'autres formes de soumission. Les Japonais lancent également une campagne d'émigration du Japon vers le Mandchoukouo, la population japonaise y passant de 240 000 personnes en 1931 à 837 000 en 1939. Dans l'esprit du gouvernement japonais, ce n'était qu'un début, car il avait un plan pour faire venir 5 millions de colons japonais au Mandchoukouo. Dans le cadre de cette politique d’émigration massive, des centaines de fermiers mandchous sont expulsés et leurs fermes données aux familles des immigrants japonais. Par la suite, le Mandchoukouo sert de base arrière à l'invasion du reste de la Chine en 1937-40.
À la fin des années 1930, la Mandchourie devient un foyer de tensions entre le Japon et l'URSS, les deux pays s'y s'affrontant à deux reprises, lors de la Bataille du lac Khassan en 1938 et à Khalkhin Gol un an plus tard. Ces combats font de nombreuses victimes dans les rangs japonais et s’achèvent par une double victoire soviétique. Finalement, un accord de paix est signé entre les deux parties.

### Après la Seconde Guerre mondiale
Après le bombardement atomique d'Hiroshima en août 1945, l'Union soviétique envahit la Mandchourie extérieure dans le cadre de sa déclaration de guerre contre le Japon. De 1945 à 1948, la Mandchourie intérieure sert de base à l'Armée populaire de libération, lors de la reprise de la guerre civile chinoise, après 1945. Avec l'aide de l'Union soviétique, la Mandchourie devient une des bases arrières du Parti communiste Chinois, qui remporte la victoire en 1949.
Pendant la guerre de Corée, durant les années 1950, 300 000 soldats de l'Armée populaire de libération traversent la frontière sino-coréenne depuis la Mandchourie pour repousser les forces de l'ONU dirigées par les États-Unis qui avançaient en Corée du Nord.
Dans les années 1960, la partie de la Mandchourie servant de frontière entre la Chine et l'Union soviétique devient le théâtre des tensions sino-soviétiques les plus graves de la guerre froide. Les traités de 1858 et 1860 concernant la cession à l'Empire russe des territoires situés au nord de l'Amour, étaient ambigus quant à savoir quel cours du fleuve était utilisé comme frontière entre les deux pays. Cette ambiguïté a donné lieu à des litiges sur le statut politique de plusieurs îles, lesquelles ont débouché sur un conflit armé en 1969, appelé conflit frontalier sino-soviétique.
Avec la fin de la guerre froide, cette question de la frontière fait l'objet de négociations. En 2004, la Russie accepte de transférer l'île Yinlong et la moitié de l'île Heixiazi à la Chine, mettant ainsi fin à un conflit frontalier durable. Les deux îles se trouvent au confluent des fleuves Amour et Oussouri, et étaient jusqu'alors administrées par la Russie et revendiquées par la Chine. L'événement a pour but de favoriser les sentiments de réconciliation et de coopération entre les deux pays de la part de leurs dirigeants, mais il provoque également des dissensions à différents degrés de part et d'autre. Les Russes, en particulier les agriculteurs cosaques de Khabarovsk, qui perdent leurs terres cultivées sur les îles, sont mécontents de la perte apparente de territoire. Entre-temps, certains Chinois ont critiqué le traité comme une reconnaissance officielle de la légitimité de la domination russe sur la Mandchourie extérieure, domination qui avait été obtenue en vertu d'une série de traités inégaux, afin de permettre l'utilisation exclusive des riches ressources locales en pétrole par les Russes. Le transfert de souveraineté sur les îles a été effectué le 14 octobre 2008.

## Lectures pour approfondir le sujet
- Thomas Allsen, The Cambridge History of China : Volume 6, Alien Regimes and Border States, 710–1368, Cambridge University Press, 1994 (ISBN 978-0-521-24331-5), « The rise of the Mongolian empire and Mongolian rule in north China », p. 321–413
- Crossley, Pamela Kyle. The Manchus (2002) excerpt and text search; review
- Hirata, Koji. Making Mao's Steelworks: Industrial Manchuria and the Transnational Origins of Chinese Socialism, Cambridge University Press, 2024.
- Im, Kaye Soon. "The Development of the Eight Banner System and its Social Structure, " Journal of Social Sciences & Humanities (1991), Issue 69, p. 59–93.
- Lattimore, Owen. Manchuria: Cradle of Conflict (1932).
- Matsusaka, Yoshihisa Tak. The Making of Japanese Manchuria, 1904-1932 (Harvard East Asian Monographs, 2003)
- Mitter, Rana. The Manchurian Myth: Nationalism, Resistance, and Collaboration in Modern China (2000).
- Sun, Kungtu C. The economic development of Manchuria in the first half of the twentieth century (Havard U.P. 1969, 1973), 123 pages search text
- Tamanoi, Mariko, ed.  Crossed Histories: Manchuria in the Age of Empire (2005); p. 213; specialized essays by scholars
- Yamamuro, Shin'ichi. Manchuria under Japanese Dominion (U. of Pennsylvania Press, 2006); 335 pages; translation of highly influential Japanese study; excerpt and text search
- review in The Journal of Japanese Studies 34.1 (2007) p. 109–114 online
- Louise Young, Japan's Total Empire : Manchuria and the Culture of Wartime Imperialism, U. of California Press, 1998 (lire en ligne)
- Zissermann, Lenore Lamont. Mitya's Harbin; Majesty and Menace (Book Publishers Network, 2016),  (ISBN 978-1-940598-75-8)